# Paula Trickey
Paula Sue Trickey (Amarillo, 27 maart 1966) is een Amerikaanse actrice.

## Biografie
Trickey werd geboren in de Texaanse stad Amarillo, maar groeide op in Tulsa (Oklahoma) in een gezin met drie dochters. Trickey heeft haar opleiding genoten aan de East Central High School in Tulsa. Op achtjatige leeftijd begon ze haar liefde te ontdekken voor acteren, In deze tijd was er veel verdriet in de familie en zij wilde de sfeer verbeteren door stukken te schrijven en optreden. Door haar liefde voor het acteren mocht zij ook optreden in theaterstukken op school, en ook schitterde zij in lokale reclames. Trickey werd in 1985 verkozen tot de finale in de Miss Oklahoma in the All-American Teen Peagant (een productie van Miss USA), maar verloor in de finale van de toen nog onbekende Halle Berry. Terwijl zij studeerde op de highschool verhuisde zij naar Dallas (Texas) waar zij acteren ging studeren. In 1986 verhuisde zij naar Los Angeles om zich te richten op het acteren.
Trickey begon in 1988 met acteren in de televisieserie 1st & Ten. Hierna heeft ze nog meerdere rollen gespeeld in televisieseries en films zoals Beverly Hills, 90210 (1992-1993), Baywatch (1994), Pacific Blue (1996-2000) en The O.C. (2005-2007).
Trickey is in 1996 getrouwd en heeft hieruit een dochter (2000). Een van haar grote hobby's is golf, zij beheert ook een paar websites voor golf zoals www.milfgolf.com en www.hotmamagolf.com waar ze sexy en grappige accessoires verkoopt over golf, en de opbrengst doneert ze aan goede doelen. Zij maakt ook sieraden en doet ook graag klussen in huis en dan vooral schilderen.

## Filmografie

### Films
- 2018 Christmas in the Heartland - als Ida Beth
- 2017 Running Away - als Peg
- 2017 Bridal Boot Camp - als Bonnie Phillips
- 2015 Paul Blart: Mall Cop 2 - als casino serveerster
- 2014 Crimes of the Mind - als Marty
- 2013 The Cheating Pact – als Liz Hamilton
- 2013 Blood Shot – als Sanchez
- 2012 Attack of the 50ft Cheerleader - als ex-cheerleader
- 2011 Betrayed at 17 - als Brenda Garrett
- 2010 Locked Away – als Sasha
- 2007 'Til Lies Do Us Part – als Leeza Mitchell
- 2006 Past Tense – als Kim Shay
- 2005 Gone But Not Forgotten – als Sandra Lake
- 2005 McBride: Murder Past Midnight – als Claire Manning
- 2003 A Carol Christmas – als Beth
- 1999 The Base – als Kelly Andrews
- 1995 Black Scorpion – als Leslie Vance
- 1994 A Kiss Goodnight – als Natalie Collins
- 1991 Carnal Crimes – als Jasmine
- 1990 Maniac Cop 2 – als Cheryl

### Tv-series
Uitgezonderd eenmalige gastrollen.
- 2005 – 2007 The O.C. – als Veronica Townsend – 9 afl.
- 2000 Walker, Texas Ranger – als Leslie Clarkson – 2 afl.
- 1996 – 2000 Pacific Blue – als McNamara – 101 afl.
- 1994 Baywatch – als Kyla Jennings – 2 afl.
- 1993 Trade Winds – als verpleegster Lisa Topping – 3 afl.
- 1992 – 1993 Beverly Hills, 90210 – als Dottie – 2 afl.
- 1992 Santa Barbara – als Tonya Vargas - 4 afl.

- Bibliothèque nationale de France: cb14234186g (data)
- International Standard Name Identifier: 0000 0000 0129 9252
- Library of Congress Control Number: no2012106020
- Virtual International Authority File: 66677820
- WorldCat: E39PBJfX6PjHGCcxjtYXfXCqQq